# Masatopes affinis
Masatopes affinis är en skalbaggsart som beskrevs av Stefan von Breuning 1966. Masatopes affinis ingår i släktet Masatopes och familjen långhorningar.
Artens utbredningsområde är Madagaskar. Inga underarter finns listade i Catalogue of Life.